# Política a Segart
En l'actualitat l'Ajuntament de Segart està governat per Junts per Segart, que a les últimes eleccions municipals de 2023 va obtenir 4 regidors, Compromís per Segart va obtenir 1 regidor i el PSPV-PSOE, PP i Vox 0.
Paco Garriga García, serà reelegit alcalde del municipi sota les sigles de Junts per Segart.

## Administració

### Resultats electorals Segart, 2023
| Eleccions municipals de 28 de maig de 2023 - Segart                                                                           |                                          |                                     | |                                                     |          |          |
| Candidatura | Candidatura                              | Candidatura                         | Candidats | Vots                                                | Vots     | Regidors |
| | Junts per Segart                         |                                     | Francisco José Garriga Garcia Anna Valiente Muñoz Isabel de Paül Aguilar David Hernández Gimeno                                                          | 103 ( Sí) · 83 ( Sí) · 76 ( Sí) · 75 ( Sí)          |          | 4 ()     |
| | Compromís per Segart                     |                                     | Borja Esteve Ripoll Ricardo Escamilla Garriga | 76 ( Sí) · 32 ( No)                                 |          | 1 (+1)   |
| | Partit Socialista del País Valencià-PSOE |                                     | José Ripoll Muñoz Rosa Maria Ripoll Muñoz José Vicente Hernández Gimeno Berta Mildrey García Cortés Manuel Ripoll Muñoz                                  | 48 ( No) · 26 ( No) · 15 ( No) · 12 ( No) · 8 ( No) |          | 0 (-1)   |
| | Vox                                      |                                     | Juan Antonio Gea Oliver Francisco Vicente Soliva García Carlos García de Pedraza José Miguel Aguilera Vargas Francisco Vicente Valero Sierra             | 4 ( No) · 3 ( No) · 3 ( No) · 3 ( No) · 1 ( No)     |          | 0 ()     |
| | Partit Popular                           |                                     | Jorge Antonio Barrosa Denis Mari Carmen Gimeno Sangüesa Guillermo Vicente Díaz Iglesias Rosario Vicenta Iglesias Trilles Jorge Antonio Espinosa Martínez | 2 ( No) · 2 ( No) · 2 ( No) · 2 ( No) · 1 ( No)     |          | 0 ()     |
| | Vots en blanc                            |                                     | | 0                                                   | 0,00%    |          |
| Total vots vàlids i regidors                                                                                                  | Total vots vàlids i regidors             | Total vots vàlids i regidors        | Total vots vàlids i regidors | 146                                                 | 100 %    | 5        |
| | Vots nuls                                | Vots nuls                           | Vots nuls | 0                                                   | 0,00%    |          |
| Participació (vots vàlids més nuls)                                                                                           | Participació (vots vàlids més nuls)      | Participació (vots vàlids més nuls) | Participació (vots vàlids més nuls) | 146                                                 | 80,89%** |          |
| Abstenció | Abstenció                                | Abstenció                           | Abstenció | 20*                                                 | 12,04%** |          |
| Total cens electoral | Total cens electoral                     | Total cens electoral                | Total cens electoral | 166*                                                | 100 %**  |          |
| Alcalde: Francisco José Garriga García (JPS) Per majoria absoluta dels vots dels regidors (4 vots de JPS)                     |                                          |                                     | |                                                     |          |          |
| Fonts: JEC, JEZ Sagunt, M. Interior, Periòdic Ara. (* No són vots sinó electors. ** Percentatge respecte del cens electoral.) |                                          |                                     | |                                                     |          |          |

### Alcaldia
| Període     | Alcalde o alcaldessa                               | Partit polític   | Data de possessió     | Observacions      |
| ----------- | -------------------------------------------------- | ---------------- | --------------------- | ----------------- |
| 1979–1983   | Francisco Julián Garriga Ambrosio                  | UCD              | 19/04/1979            | --                |
| 1983–1987   | José García Andrés                                 | AP-PDP-UL-UV     | 28/05/1983            | --                |
| 1987–1991   | José García Andrés                                 | AP               | 30/06/1987            | --                |
| 1991–1995   | José García Andrés                                 | PP               | 15/06/1991            | --                |
| 1995–1999   | José García Andrés                                 | PP               | 17/06/1995            | --                |
| 1999–2003   | José García Andrés                                 | PP               | 03/07/1999            | --                |
| 2003–2007   | José García Andrés                                 | PP               | 14/06/2003            | --                |
| 2007–2011   | Vicent de Paül Garriga                             | BLOC             | 16/06/2007            | --                |
| 2011–2015   | Vicent de Paül Garriga                             | PP               | 11/06/2011            | --                |
| 2015–2019   | Vicent de Paül Garriga Francisco J. Garriga Garcia | PP               | 13/06/2015 27/06/2018 | Dimissió/renúncia |
| 2019-2023   | Francisco J. Garriga Garcia                        | Junts per Segart | 15/06/2019            | --                |
| Des de 2023 | Francisco J. Garriga Garcia                        | Junts per Segart | 17/06/2023            | --                |

### Corporació municipal actual (des del 2023)
- Junts per Segart: 4 regidors.
- Compromís per Segart: 1 regidor.

Regidors

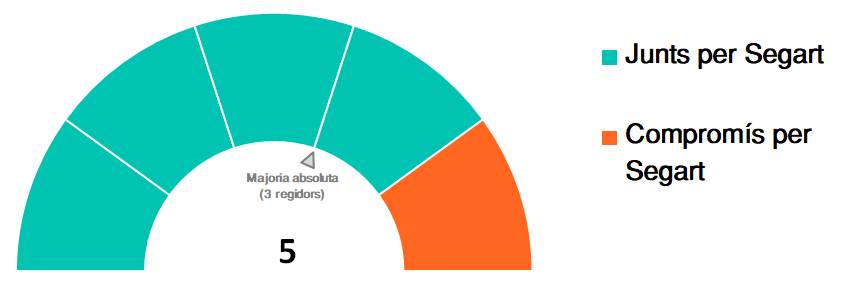
Corporació municipal (2023-Fins a l'actualitat).

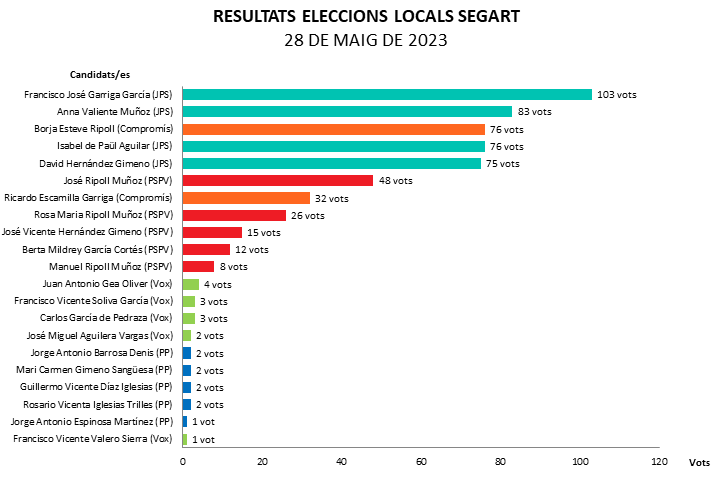
Resultat les eleccions locals 28 de maig de 2023.

- Francisco José Garriga García (Junts per Segart) (Alcalde)
- David Hernández Gimeno (Junts per Segart)
- Anna Valiente Muñoz (Junts per Segart)
- Isabel de Paül Aguilar (Junts per Segart)
- Borja Esteve Ripoll (Compromís per Segart)

Dades Electorals
- Cens: 166 persones.
- Votants: 146 vots.
- Abstencions: 20 vots.
- Nuls: 0 vots.
- Blancs: 0 vots.

## Corporacions municipals anteriors

### 1979-1983

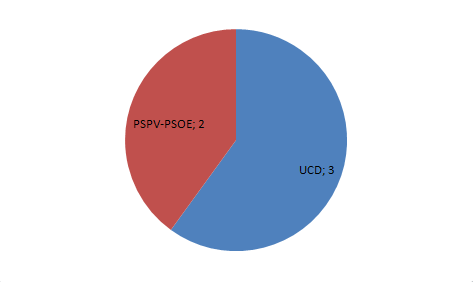
Corporació municipal (1979-1983).

- Unió de Centre Democràtic: 3 regidors
- Partit Socialista del País Valencià: 2 regidors

Dades Electorals
- UCD: 58 vots
- PSPV: 47 vots
- Cens: 109 persones
- Votants: 106 vots
- Abstencions: 6 vots
- Nuls: 1 vots
- Blancs: 0 vots

### 1983-1987

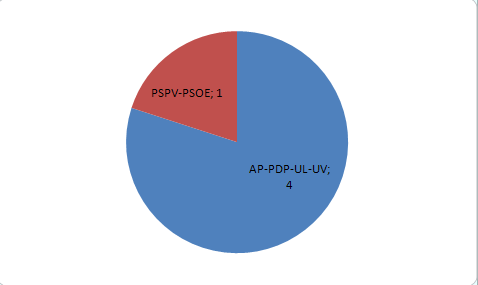
Corporació municipal (1983-1987).

- Coalició: Aliança Popular - Partit Demòcrata Popular - Unió Liberal - Unió Valenciana: 4 regidors
- Partit Socialista del País Valencià: 1 regidor

Dades electorals
- Coalició AP-PDP-UL-UV: 88 vots
- PSPV: 22 vots
- Cens: 109 persones
- Votants: 106 vots
- Abstencions: 6 vots
- Nuls: 1 vots
- Blancs: 0 vots

### 1987-1991
- Aliança Popular: 4 regidors

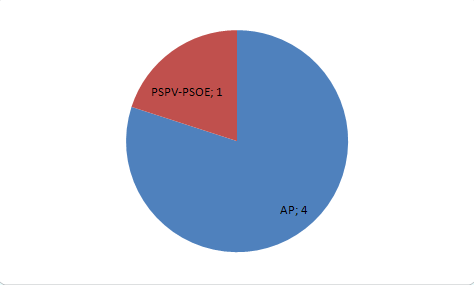
Corporació municipal (1987-1991).

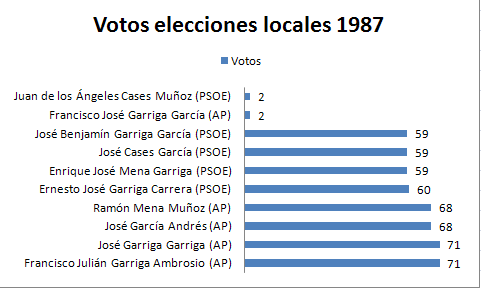
Nombre de vots per candidat a les eleccions municipals de 1987.

- Partit Socialista del País Valencià: 1 regidor

Dades electorals
- AP: 70 vots
- PSPV: 60 vots
- Cens: 134 persones
- Votants: 130 vots
- Abstencions: vots
- Nuls: 0 vots
- Blancs: 0 vots

Regidors
- José García Andrés (AP): 68 vots (Alcalde)
- Francisco Julián Garriga Ambrosio (AP): 71 vots
- José Garriga Garriga (AP): 71 vots
- Ramón Mena Muñoz (AP): 68 vots
- Ernesto José Garriga Carrera (PSPV): 60 vots

### 1991-1995
| Candidatures - Partido Popular: 4 regidors. - PSPV: 1 regidor. - CDS: Sense representació. | Regidors - José García Andrés (PP) (Alcalde) - Francisco Julián Garriga Ambrosio (PP) - Ramón Mena Muñoz (PP) - Vicente Ramón Faulí Merli (PP) - José Carrera Ripoll (PSPV) | Dades electorales - Cens: 151 - Votants: 127 - Abstencions: 24 - Blancs: 0 - Nuls: 0 | Resultat eleccions 1991 |

### 1995-1999
- Partit Popular: 4 regidors

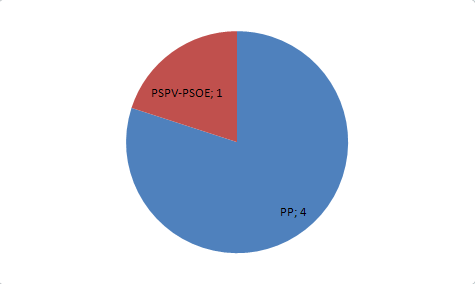
Corporació municipal (1995-1999).

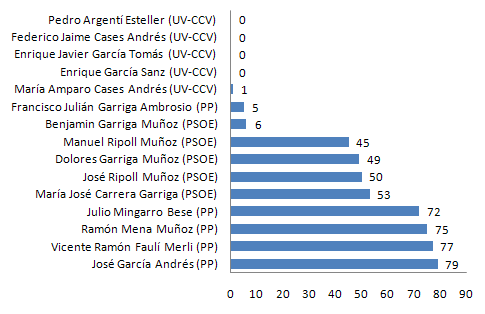
Nombre de vots per candidat a les eleccions municipals de 1995.

- Partit Socialista del País Valencià: 1 regidor

Dades Electorals
- PP: 77 vots
- PSPV: 51 vots
- Cens: 156 persones
- Votants: 139 vots
- Abstencions: 17 vots
- Nuls: 2 vots
- Blancs: 5 vots

Regidors
- José García Andrés (PP): 79 vots (Alcalde)
- Julio Mingarro Bese (PP): 72 vots
- Ramón Mena Muñoz (PP): 75 vots
- Vicente Ramón Faulí Merli (PP): 77 vots
- María José Carrera Garriga (PSPV): 53 vots

### 1999-2003
- Partit Popular: 4 regidors
- Unió Valenciana: 1 regidor

Dades Electorals
- PP: 84 vots
- UV: 57 vots
- PSPV: 32 vots
- Cens: 192 persones
- Votants: 177 vots
- Abstencions: 15 vots
- Nuls: 1 vots
- Blancs: 0 vots

Regidors

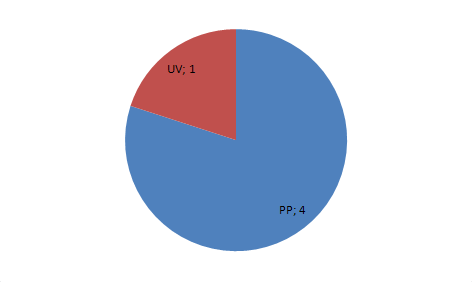
Corporació municipal (1999-2003).

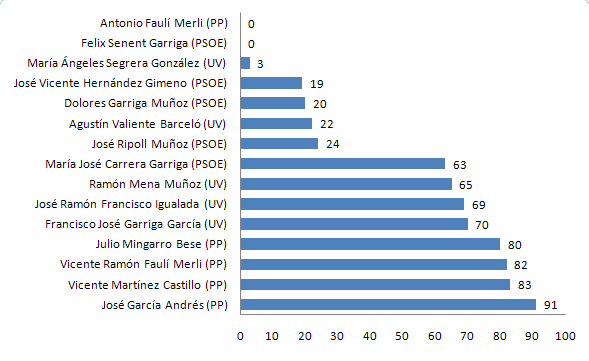
Nombre de vots per candidat a les eleccions municipals de 1999.

- José García Andrés (PP): 94 vots (Alcalde)
- Julio Mingarro Bese (PP): 80 vots
- Vicente Martínez Castillo (PP): 83 vots
- Vicente Ramón Faulí Merli (PP): 82 vots
- Francisco José Garriga García (UV): 70 vots

### 2003-2007

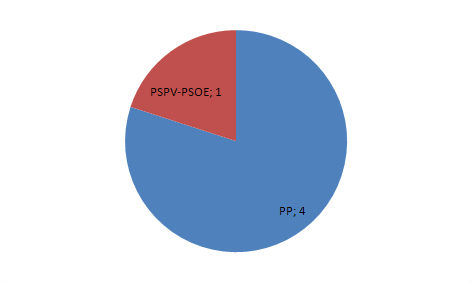
Corporació municipal (2003-2005).

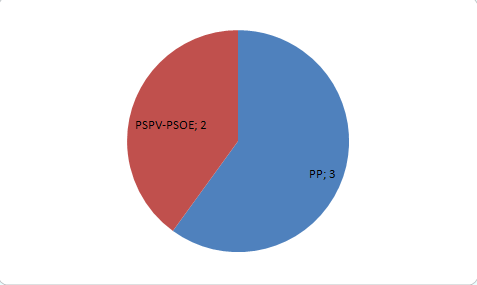
Corporació municipal (2005-2007).

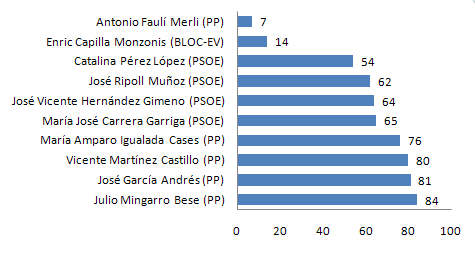
Nombre de vots per candidat a les eleccions municipals de 2003.

- Partit Popular: 4 regidors, fins a novembre de 2004 que passa a tenir 3 regidors*
- Partit Socialista del País Valencià: 1 regidor, a març de 2005 passa a tenir 2 regidors*

Dades Electorals
- PP: 82 vots
- PSPV: 61 vots
- BLOC-Esquerra Verda: 14 vots
- Cens: 189 persones
- Votants: 164 vots
- Abstencions: 25 vots
- Nuls: 5 vots
- Blancs: 1 vots

Regidors
- José García Andrés (PP): 81 vots (Alcalde)
- Julio Mingarro Bese (PP): 84 vots
- Vicente Martínez Castillo (PP): 80 vots
- María Amparo Igualada Cases (PP): 76 vots. *Cessa de les seues funcions el 28 novembre 2004.
- María José Carrera Garriga (PSPV): 65 vots
- José Vicente Hernández Gimeno (PSPV): 64 vots. *Assumeix les funcions de regidor en el ple municipal del 10 març 2005.

### 2007-2011

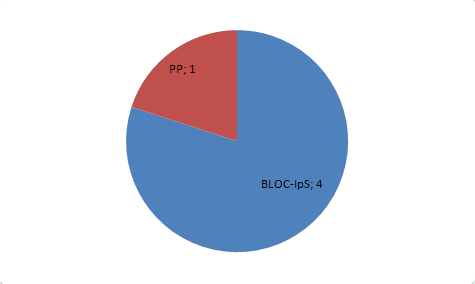
Corporació municipal (2007-2011).

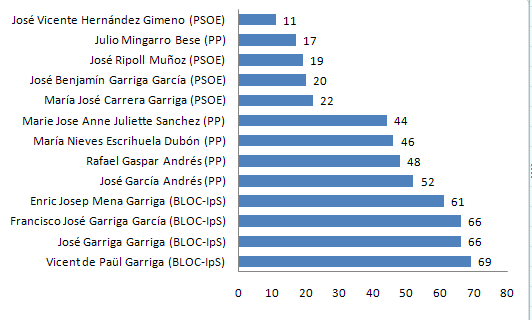
Nombre de vots per candidat a les eleccions municipals de 2007.

- Bloc Nacionalista Valencià: 4 regidors
- Partit Popular: 1 regidor

Dades electorals
- BLOC: 66 vots
- PP: 52 vots
- PSPV: 18 vots
- Cens: 150 persones
- Votants: 139 vots
- Abstencions: 11 vots
- Nuls: 0 vots
- Blancs: 2 vots

Regidors
- Vicent de Paül Garriga (BLOC): 69 vots (Alcalde)
- José Garriga García (BLOC): 66 vots
- Francisco José Garriga García (BLOC): 66 vots
- Enric Josep Mena Garriga (BLOC): 61 vots
- José García Andrés (PP): 52 vots

### 2011-2015
| Candidatures - Partido Popular: 4 regidors. - PSPV: 1 regidor. - Compromís: Sense representació. | Regidors - Vicent de Paül Garriga (PP) - Francisco J. Garriga García (PP) - José Garriga Garriga (PP) - David Hernández Gimeno (PP) - José Ripoll Muñoz (PSPV) | Dades electorales - Cens: 187 - Votants: 161 - Abstencions: 19 - Blancs: 7 - Nuls: 0 | Resultat eleccions 2011 |

- Font: Direcció General de Política Interior del  Ministeri de l'Interior i Àrea d'Anàlisi, Estudis i Documents de la  Conselleria de Presidència de la Generalitat Valenciana.

### 2015-2019
- Partit Popular: 4 regidors.

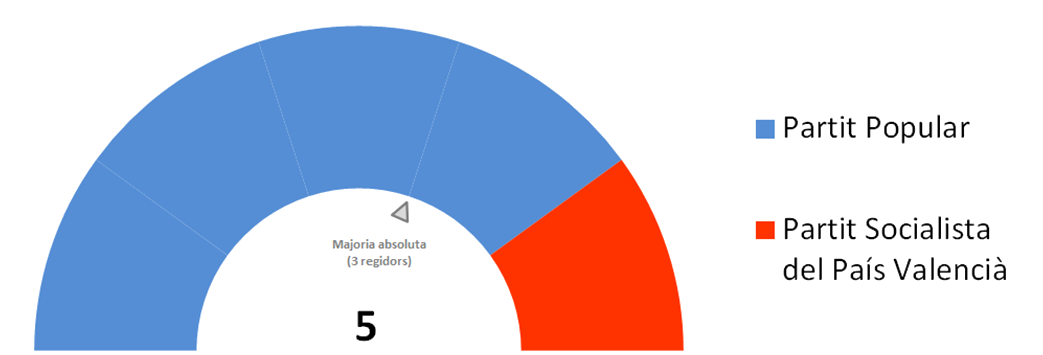
Corporació municipal (2015-2019).

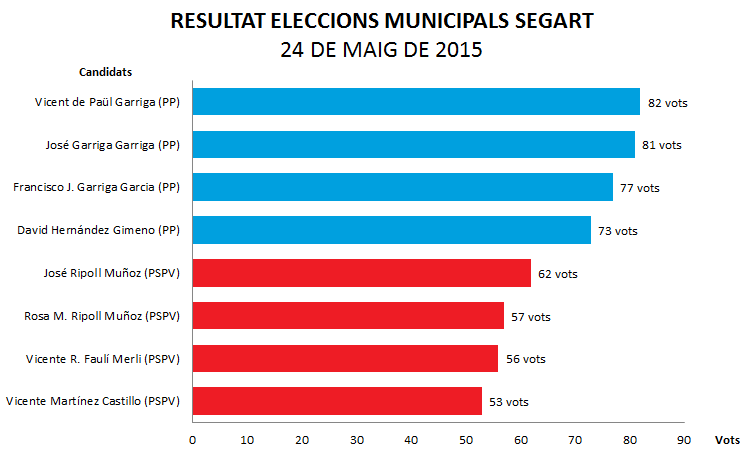
Nombre de vots per candidat a les eleccions municipals de 2011.

- Partit Socialista del País Valencià: 1 regidor.

Dades Electorals.
- PP: 78 vots.
- PSPV: 57 vots.
- Cens: 173 persones.
- Votants: 141 vots.
- Abstencions: 32 vots.
- Nuls: 1 vots.
- Blancs: 2 vots.

Regidors.
- Vicent de Paül Garriga (PP) (Alcalde)
- Francisco José Garriga García (PP)
- José Garriga García (PP)
- David Hernández Gimeno (PP)
- José Ripoll Muñoz (PSPV)

### 2019-2023
- Junts per Segart: 4 regidors.

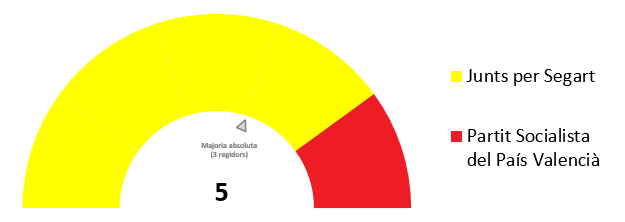
Corporació municipal (2019-Fins a l'actualitat).

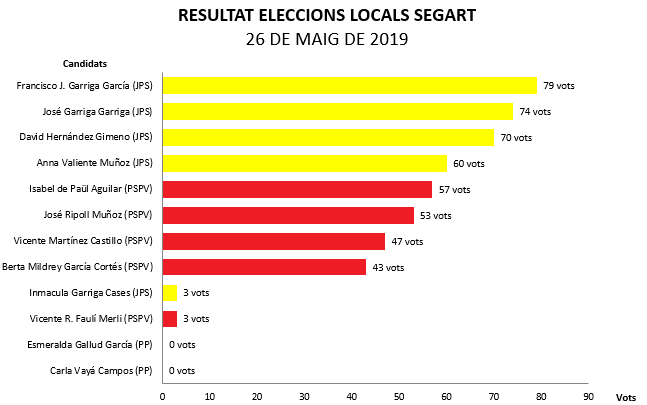
Vots per candidat a les eleccions municipals de 2011.

- Partit Socialista del País Valencià: 1 regidor.

Regidors
- Francisco José Garriga García (JPS) (Alcalde)
- José Garriga García (JPS)
- David Hernández Gimeno (JPS)
- Anna Valiente Muñoz (JPS)
- Isabel de Paül Aguilar (PSPV)

Dades Electorals
- Cens: 157 persones.
- Votants: 127 vots.
- Abstencions: 30 vots.
- Nuls: 3 vots.
- Blancs: 1 vots.

## Resultats eleccions autonòmiques

### Eleccions a les Corts Valencianes del 1983
| Candidatura | Candidatura   | Cap de llista         | Vots | Regidors | % vots |
| ----------- | ------------- | --------------------- | ---- | -------- | ------ |
|             | AP-PDP-UL-UV  | Manuel Giner Miralles | 59   |          | 54,13% |
|             | PSPV          | Joan Lerma i Blasco   | 50   |          | 45,87% |
|             | Vots en blanc |                       | 1    |          | 0,9%   |
| Total       | Total         | 110                   | 110  |          | 93,2%  |

### Eleccions a les Corts Valencianes del 1987
| Candidatura | Candidatura   | Cap de llista            | Vots | Regidors | % vots |
| ----------- | ------------- | ------------------------ | ---- | -------- | ------ |
|             | FAP           | Rita Barberà Nolla       | 55   |          | 42,31% |
|             | PSPV          | Joan Lerma i Blasco      | 53   |          | 40,77% |
|             | UV            | Filiberto Crespo Samper  | 15   |          | 11,54% |
|             | IU-UPV        | Albert Taberner          | 5    |          | 3,85%  |
|             | POSI          |                          | 1    |          | 0,77%  |
|             | CDS           | José Luis Boado Martínez | 1    |          | 0,77%  |
|             | Vots en blanc |                          | 0    |          | 0%     |
| Total       | Total         | 130                      | 130  |          | 97%    |

### Eleccions a les Corts Valencianes del 1991
| Candidatura | Candidatura   | Cap de llista               | Vots | Regidors | % vots |
| ----------- | ------------- | --------------------------- | ---- | -------- | ------ |
|             | PPCV          | Pedro Agramunt Font de Mora | 53   |          | 41,73% |
|             | PSPV          | Joan Lerma i Blasco         | 52   |          | 40,94% |
|             | UV            | Hèctor Villalba             | 13   |          | 10,24% |
|             | UPV           | Pere Mayor                  | 8    |          | 6,30%  |
|             | CDS           | Alejandro Font de Mora      | 1    |          | 0,79%  |
|             | Vots en blanc |                             | 0    |          | 0%     |
| Total       | Total         | 127                         | 127  |          | 96,9%  |

### Eleccions a les Corts Valencianes del 1995
| Candidatura | Candidatura   | Cap de llista           | Vots | Regidors | % vots |
| ----------- | ------------- | ----------------------- | ---- | -------- | ------ |
|             | PPCV          | Eduardo Zaplana         | 76   |          | 55,88% |
|             | PSPV          | Joan Lerma i Blasco     | 39   |          | 28,68% |
|             | EU-EV         | Albert Taberner         | 12   |          | 8,82%  |
|             | UV-FICVA-CCV  | Vicent González Lizondo | 5    |          | 3,68%  |
|             | UPV-BN        | Pere Mayor              | 3    |          | 2,21%  |
|             | PCPE          |                         | 1    |          | 0,74%  |
|             | Vots en blanc |                         | 1    |          | 0,7%   |
| Total       | Total         | 139                     | 139  |          | 89,1%  |

### Eleccions a les Corts Valencianes del 1999
| Candidatura | Candidatura   | Cap de llista   | Vots | Regidors | % vots |
| ----------- | ------------- | --------------- | ---- | -------- | ------ |
|             | PPCV          | Eduardo Zaplana | 90   |          | 50,56% |
|             | PSPV          | Antoni Asunción | 37   |          | 20,79% |
|             | UV            | Hèctor Villalba | 35   |          | 19,66% |
|             | BNV-EV        | Pere Mayor      | 9    |          | 5,06%  |
|             | EUPV          | Joan Ribó       | 7    |          | 3,93%  |
|             | Vots en blanc |                 | 1    |          | 0,7%   |
| Total       | Total         | 178             | 178  |          | 92,7%  |

### Eleccions a les Corts Valencianes del 2003
| Candidatura | Candidatura   | Cap de llista    | Vots | Regidors | % vots |
| ----------- | ------------- | ---------------- | ---- | -------- | ------ |
|             | PPCV          | Francesc Camps   | 89   |          | 56,69% |
|             | PSPV          | Joan Ignasi Pla  | 55   |          | 35,03% |
|             | BNV-EV        | Pere Mayor       | 7    |          | 4,46%  |
|             | UV            | Valero Eustaquio | 3    |          | 1,91%  |
|             | ENTESA        | Joan Ribó        | 2    |          | 1,27%  |
|             | PH            |                  | 1    |          | 0,64%  |
|             | Vots en blanc |                  | 1    |          | 0,6%   |
| Total       | Total         | 163              | 163  |          | 87,6%  |

### Eleccions a les Corts Valencianes del 2007
| Candidatura | Candidatura   | Cap de llista              | Vots | Regidors | % vots |
| ----------- | ------------- | -------------------------- | ---- | -------- | ------ |
|             | PPCV          | Francesc Camps             | 88   |          | 65,19% |
|             | PSPV          | Joan Ignasi Pla            | 32   |          | 23,70% |
|             | COMPROMÍS PV  | Glòria Marcos              | 14   |          | 10,37% |
|             | CVa           | María Dolores García Broch | 1    |          | 0,74%  |
|             | Vots en blanc |                            | 2    |          | 1,5%   |
| Total       | Total         | 137                        | 137  |          | 92,6%  |

### Eleccions a les Corts Valencianes del 2011
| Candidatura | Candidatura        | Cap de llista              | Vots | Regidors | % vots |
| ----------- | ------------------ | -------------------------- | ---- | -------- | ------ |
|             | PPCV               | Francesc Camps             | 76   |          | 50%    |
|             | PSPV               | Jorge Alarte               | 47   |          | 30,92% |
|             | COALICIÓ COMPROMÍS | Enric Morera               | 14   |          | 9,21%  |
|             | EUPV               | Marga Sanz                 | 10   |          | 6,58%  |
|             | VERDS              | Pura Peris                 | 1    |          | 0,66%  |
|             | PACMA              |                            | 1    |          | 0,66%  |
|             | FE de las JONS     | José Juan Molina Lara      | 1    |          | 0,66%  |
|             | DN                 | Arturo Álvarez San Agustín | 1    |          | 0,66%  |
|             | C.D.L.             | Amparo Picó Peris          | 1    |          | 0,66%  |
|             | Vots en blanc      |                            | 5    |          | 3,2%   |
| Total       | Total              | 157                        | 157  |          | 88,7%  |

### Eleccions a les Corts Valencianes del 2015
| Candidatura | Candidatura   | Cap de llista   | Vots | Regidors | % vots |
| ----------- | ------------- | --------------- | ---- | -------- | ------ |
|             | PPCV          | Alberto Fabra   | 56   |          | 40,00% |
|             | PSPV          | Ximo Puig       | 28   |          | 20,00% |
|             | Compromís     | Mónica Oltra    | 27   |          | 19,29% |
|             | Podem         | Antonio Montiel | 12   |          | 8,57%  |
|             | C's           | Carolina Punset | 9    |          | 6,43%  |
|             | Acord Ciutadà | Ignacio Blanco  | 3    |          | 2,14%  |
|             | Vots en blanc |                 | 2    |          | 1,43%  |
| Total       | Total         | 140             | 140  |          | 81,87% |

### Eleccions a les Corts Valencianes del 2019
| Candidatura | Candidatura   | Cap de llista     | Vots | Regidors | % vots |
| ----------- | ------------- | ----------------- | ---- | -------- | ------ |
|             | PPCV          | Isabel Bonig      | 36   |          | 29,03% |
|             | PSPV          | Ximo Puig         | 28   |          | 22,58% |
|             | Compromís     | Mónica Oltra      | 27   |          | 21,77% |
|             | Vox           | José María Llanos | 19   |          | 15,32% |
|             | C's           | Toni Cantó        | 6    |          | 4,84%  |
|             | Unides Podem  | Rubén M. Dalmau   | 3    |          | 2,42%  |
|             | Vots en blanc |                   | 2    |          | 1,61%  |
| Total       | Total         | 123               | 123  |          | 80,52% |

### Eleccions a les Corts Valencianes del 2023
| Candidatura | Candidatura                 | Cap de llista     | Vots | Regidors | % vots |
| ----------- | --------------------------- | ----------------- | ---- | -------- | ------ |
|             | Compromís                   | Joan Baldoví      | 36   |          | 26,27% |
|             | PPCV                        | María José Català | 35   |          | 25,54% |
|             | Vox                         | Carlos Flores     | 27   |          | 19,70% |
|             | PSPV                        | Ximo Puig         | 26   |          | 18,97% |
|             | Unides Podem-Esquerra Unida | Héctor Illueca    | 5    |          | 3,64%  |
|             | PACMA                       | Óscar Pastor      | 2    |          | 1,45%  |
|             | ERPV                        | Maria Pérez       | 1    |          | 0,72%  |
|             | PCPE                        | Manuel Lezcano    | 1    |          | 0,72%  |
|             | RVPVE                       | Ximo Cunyà        | 1    |          | 0,72%  |
|             | Vots en blanc               |                   | 2    |          | 1,61%  |
| Total       | Total                       | 136               | 136  |          | 80,51% |

## Resultats eleccions generals

### Eleccions Generals del 1977
| Candidatura | Candidatura                                                                         | Cap de llista            | Vots | Regidors                                                                                 | % vots |
| ----------- | ----------------------------------------------------------------------------------- | ------------------------ | ---- | ---------------------------------------------------------------------------------------- | ------ |
|             | Federació de Partits d'Aliança Popular (AP)                                         | Alberto Jarabo Payá      | 40   | 1/15 escons (Circumscripció electoral de València)                                       | 42,11% |
|             | Unió de Centre Democràtic (UCD)                                                     | Emilio Attard Alonso     | 34   | 5/15 escons (Circumscripció electoral de València)                                       | 35,79% |
|             | Alianza Nacional del 18 de julio (AN18)                                             | Vicente Ferrer Mondina   | 6    | Sense representació al Congrés dels Diputats per la Circumscripció electoral de València | 6'32%  |
|             | Partido Socialista Popular-Unidad Socialista (PSP-US)                               | Manuel Sánchez Ayuso     | 4    | 1/15 escons (Circumscripció electoral de València)                                       | 4,21%  |
|             | Asociación Nacional para el Estudio de Problemas Actuales-Centro Popular (ANEPA-CP) | Antonio López Sellés     | 4    | Sense representació al Congrés dels Diputats per la Circumscripció electoral de València | 4,21%  |
|             | Partit Socialista Obrer Espanyol (PSOE)                                             | Josep Lluís Albinyana    | 3    | 7/15 escons (Circumscripció electoral de València)                                       | 3,16%  |
|             | Partit Comunista d'Espanya (PCE)                                                    | Emèrit Bono i Martínez   | 2    | 1/15 escons (Circumscripció electoral de València)                                       | 2'11%  |
|             | Agrupació Electoral de Treballadors (AET)                                           | Ramón Ibarrola Sanmartín | 1    | Sense representació al Congrés dels Diputats per la Circumscripció electoral de València | 1,05%  |
|             | Aliança Socialista Democràtica (ASDCI)                                              | José Ros Miguel          | 1    | Sense representació al Congrés dels Diputats per la Circumscripció electoral de València | 1,05%  |
|             | Vots en blanc                                                                       |                          | 0    |                                                                                          | 0%     |
| Total       | Total                                                                               | 95                       | 95   |                                                                                          | 96,9%  |

### Eleccions Generals del 1979
| Candidatura | Candidatura                                                         | Cap de llista              | Vots | Regidors                                                                                 | % vots |
| ----------- | ------------------------------------------------------------------- | -------------------------- | ---- | ---------------------------------------------------------------------------------------- | ------ |
|             | Unió de Centre Democràtic (UCD)                                     | Fernando Abril Martorell   | 62   | 6/15 escons (Circumscripció electoral de València)                                       | 63,92% |
|             | Partit Socialista Obrer Espanyol (PSOE)                             | Josep Lluís Albinyana      | 16   | 7/15 escons (Circumscripció electoral de València)                                       | 16'49% |
|             | Coalició Democràtica (CD)                                           | Cruz Martínez Esteruelas   | 6    | Sense representació al Congrés dels Diputats per la Circumscripció electoral de València | 6,19%  |
|             | Partit Nacionalista del País Valencià (PNPV)                        | Francesc de Paula Burguera | 6    | Sense representació al Congrés dels Diputats per la Circumscripció electoral de València | 6,19%  |
|             | Coalició Unió Nacional (UN)                                         | Jerónimo Cerdà Banyuls     | 5    | Sense representació al Congrés dels Diputats per la Circumscripció electoral de València | 5,15%  |
|             | Partit Comunista d'Espanya-Partit Comunista del País Valencià (PCE) | Antonio Palomares Vinuesa  | 2    | 2/15 escons (Circumscripció electoral de València)                                       | 2'06%  |
|             | Vots en blanc                                                       |                            | 0    |                                                                                          | 0%     |
| Total       | Total                                                               | 98                         | 98   |                                                                                          | 89,9%  |

### Eleccions Generals del 1982
| Candidatura | Candidatura                             | Cap de llista                | Vots | Regidors                                                                                 | % vots |
| ----------- | --------------------------------------- | ---------------------------- | ---- | ---------------------------------------------------------------------------------------- | ------ |
|             | Coalició Popular (AP-PDP-UV)            | Manuel Giner Miralles        | 49   | 5/15 escons (Circumscripció electoral de València)                                       | 46,23% |
|             | Partit Socialista Obrer Espanyol (PSOE) | Joan Lerma i Blasco          | 44   | 10/15 escons (Circumscripció electoral de València)                                      | 41,51% |
|             | Unió de Centre Democràtic (UCD)         | Fernando Abril Martorell     | 6    | Sense representació al Congrés dels Diputats per la Circumscripció electoral de València | 5,66%  |
|             | Centre Democràtic i Social (CDS)        | José Miguel Prados Terriente | 5    | Sense representació al Congrés dels Diputats per la Circumscripció electoral de València | 4,72%  |
|             | Força Nova (FN)                         | Carlos Verdú Sancho          | 1    | Sense representació al Congrés dels Diputats per la Circumscripció electoral de València | 0,94%  |
|             | Unitat del Poble Valencià (UPV)         | Francesc de Paula Burguera   | 1    | Sense representació al Congrés dels Diputats per la Circumscripció electoral de València | 0,94%  |
|             | Vots en blanc                           |                              | 0    |                                                                                          | 0%     |
| Total       | Total                                   | 106                          | 106  |                                                                                          | 91'4%  |

### Eleccions Generals del 1986
| Candidatura | Candidatura                             | Cap de llista               | Vots | Regidors                                                                                 | % vots |
| ----------- | --------------------------------------- | --------------------------- | ---- | ---------------------------------------------------------------------------------------- | ------ |
|             | Coalició Popular (AP-PDP-UV)            | Ángel Sanchis Perales       | 48   | 5/16 escons (Circumscripció electoral de València)                                       | 45,28% |
|             | Partit Socialista Obrer Espanyol (PSOE) | José María Maravall Herrero | 44   | 9/16 escons (Circumscripció electoral de València)                                       | 41,51% |
|             | Centre Democràtic i Social (CDS)        | Joaquín Abril Martorell     | 6    | 1/16 escons (Circumscripció electoral de València)                                       | 5,66%  |
|             | Unitat del Poble Valencià (UPV)         | Ernest Garcia               | 5    | Sense representació al Congrés dels Diputats per la Circumscripció electoral de València | 4,72%  |
|             | Esquerra Unida (IU)                     | Emèrit Bono i Martínez      | 2    | Sense representació al Congrés dels Diputats per la Circumscripció electoral de València | 1,89%  |
|             | Unió Valenciana                         | Miquel Ramón i Izquierdo    | 1    | 1/16 escons (Circumscripció electoral de València)                                       | 0,94%  |
|             | Vots en blanc                           |                             | 0    |                                                                                          | 0%     |
| Total       | Total                                   | 107                         | 107  |                                                                                          | 85,6%  |

### Eleccions Generals del 1989
| Candidatura | Candidatura                               | Cap de llista                   | Vots | Regidors                                                                                 | % vots |
| ----------- | ----------------------------------------- | ------------------------------- | ---- | ---------------------------------------------------------------------------------------- | ------ |
|             | Partit Popular (PP)                       | Pedro Agramunt Font de Mora     | 46   | 4/16 escons (Circumscripció electoral de València)                                       | 38,66% |
|             | Partit Socialista Obrer Espanyol (PSOE)   | Ciprià Císcar Casaban           | 44   | 8/16 escons (Circumscripció electoral de València)                                       | 36,97% |
|             | Unió Valenciana (UV)                      | Vicent González i Lizondo       | 9    | 2/16 escons (Circumscripció electoral de València)                                       | 7,56%  |
|             | Esquerra Unida (EU)                       | Ricardo Peralta Ortega          | 6    | 1/16 escons (Circumscripció electoral de València)                                       | 5,04%  |
|             | Centre Democràtic i Social (CDS)          | Joaquín Abril Martorell         | 5    | 1/16 escons (Circumscripció electoral de València)                                       | 4,20%  |
|             | Unitat del Poble Valencià (UPV)           | Xavier Cantera                  | 4    | Sense representació al Congrés dels Diputats per la Circumscripció electoral de València | 3,36%  |
|             | Coalició Socialdemòcrata (CSD)            | Jaume Bernadés i Fumado         | 2    | Sense representació al Congrés dels Diputats per la Circumscripció electoral de València | 1,68%  |
|             | Agrupació Ruiz-Mateos (RUIZ-MATEOS)       | María Begoña Giménez Villanueva | 1    | Sense representació al Congrés dels Diputats per la Circumscripció electoral de València | 0,84%  |
|             | Partit Socialista dels Treballadors (PST) | Francisco Montalvo Quiñones     | 1    | Sense representació al Congrés dels Diputats per la Circumscripció electoral de València | 0,84%  |
|             | Els Verds Ecologistes (LVE)               | Joaquín Pablo Segado Bixquert   | 1    | Sense representació al Congrés dels Diputats per la Circumscripció electoral de València | 0,84%  |
|             | Vots en blanc                             |                                 | 0    |                                                                                          | 0%     |
| Total       | Total                                     | 119                             | 119  |                                                                                          | 91,5%  |

### Eleccions Generals del 1993
| Candidatura | Candidatura                             | Cap de llista               | Vots | Regidors                                                                                 | % vots |
| ----------- | --------------------------------------- | --------------------------- | ---- | ---------------------------------------------------------------------------------------- | ------ |
|             | Partit Popular (PP)                     | Leopoldo Ortiz Climent      | 69   | 7/16 escons (Circumscripció electoral de València)                                       | 57,02% |
|             | Partit Socialista Obrer Espanyol (PSOE) | Ciprià Císcar Casaban       | 40   | 6/16 escons (Circumscripció electoral de València)                                       | 33,06% |
|             | Esquerra Unida del País Valencià (EUPV) | Ricardo Peralta Ortega      | 6    | 2/16 escons (Circumscripció electoral de València)                                       | 4,96%  |
|             | Unitat del Poble Valencià (UPV)         | Pere Mayor i Penadés        | 5    | Sense representació al Congrés dels Diputats per la Circumscripció electoral de València | 4,13%  |
|             | Partit Cantonalista de València (PCV)   | José María Rodriguez Lezama | 1    | Sense representació al Congrés dels Diputats per la Circumscripció electoral de València | 0,83%  |
|             | Vots en blanc                           |                             | 0    |                                                                                          | 0%     |
| Total       | Total                                   | 122                         | 122  |                                                                                          | 89,7%  |

### Eleccions Generals del 1996
| Candidatura | Candidatura                                          | Cap de llista                | Vots | Regidors                                                                                 | % vots |
| ----------- | ---------------------------------------------------- | ---------------------------- | ---- | ---------------------------------------------------------------------------------------- | ------ |
|             | Partit Popular (PP)                                  | Francesc Camps i Ortiz       | 69   | 7/16 escons (Circumscripció electoral de València)                                       | 51,88% |
|             | Partit Socialista Obrer Espanyol (PSOE)              | Ciprià Císcar Casaban        | 46   | 6/16 escons (Circumscripció electoral de València)                                       | 34,59% |
|             | Esquerra Unida del País Valencià (EUPV)              | Ricardo Peralta Ortega       | 12   | 2/16 escons (Circumscripció electoral de València)                                       | 9,02%  |
|             | Unió Valenciana (UV)                                 | Josep Maria Chiquillo Barber | 4    | 1/16 escons (Circumscripció electoral de València)                                       | 3,01%  |
|             | Falange Espanyola Autèntica (FEA)                    | Gervasio Hernández Collado   | 1    | Sense representació al Congrés dels Diputats per la Circumscripció electoral de València | 0,75%  |
|             | Unitat del Poble Valencià-Bloc Nacionalista (UPV-BN) | Xavier Hervàs i Martínez     | 1    | Sense representació al Congrés dels Diputats per la Circumscripció electoral de València | 0,75%  |
|             | Vots en blanc                                        |                              | 1    |                                                                                          | 0,7%   |
| Total       | Total                                                | 134                          | 134  |                                                                                          | 83,2%  |

### Eleccions Generals del 2000
| Candidatura | Candidatura                                                                 | Cap de llista                | Vots | Regidors                                                                                 | % vots |
| ----------- | --------------------------------------------------------------------------- | ---------------------------- | ---- | ---------------------------------------------------------------------------------------- | ------ |
|             | Partit Popular (PP)                                                         | Francesc Camps i Ortiz       | 76   | 9/16 escons (Circumscripció electoral de València)                                       | 54,68% |
|             | Partit Socialista Obrer Espanyol (PSOE)                                     | Ciprià Císcar Casaban        | 37   | 6/16 escons (Circumscripció electoral de València)                                       | 26,62% |
|             | Unió Valenciana (UV)                                                        | Josep Maria Chiquillo Barber | 9    | Sense representació al Congrés dels Diputats per la Circumscripció electoral de València | 6,47%  |
|             | Bloc Nacionalista Valencià-Els Verds-Valencians pel Canvi (BLOC-VERDS-VAPC) | Joan Francesc Mira           | 7    | Sense representació al Congrés dels Diputats per la Circumscripció electoral de València | 5,04%  |
|             | Esquerra Unida del País Valencià (EUPV)                                     | Presentación Urán González   | 7    | 1/16 escons (Circumscripció electoral de València)                                       | 5,04%  |
|             | Unió Centrista-Centre Democràtic i Social (UC-CDS)                          | Juan Amador Marín Martínez   | 1    | Sense representació al Congrés dels Diputats per la Circumscripció electoral de València | 0,72%  |
|             | Els Verds Ecopacifistes (LVE)                                               | Vicent Cuñat Lluch           | 1    | Sense representació al Congrés dels Diputats per la Circumscripció electoral de València | 0,72%  |
|             | Esquerra Nacionalista Valenciana (ENV)                                      | Albert Marín i Sanchís       | 1    | Sense representació al Congrés dels Diputats per la Circumscripció electoral de València | 0,72%  |
|             | Vots en blanc                                                               |                              | 0    |                                                                                          | 0%     |
| Total       | Total                                                                       | 140                          | 140  |                                                                                          | 76,1%  |

### Eleccions Generals del 2004
| Candidatura | Candidatura                                                             | Cap de llista                 | Vots | Regidors                                                                                 | % vots |
| ----------- | ----------------------------------------------------------------------- | ----------------------------- | ---- | ---------------------------------------------------------------------------------------- | ------ |
|             | Partit Popular (PP)                                                     | Eduardo Zaplana               | 84   | 8/16 escons (Circumscripció electoral de València)                                       | 57,14% |
|             | Partit Socialista Obrer Espanyol (PSOE)                                 | Carmen Alborch                | 54   | 7/16 escons (Circumscripció electoral de València)                                       | 36,73% |
|             | Els Verds Ecopacifistes (LV-E)                                          | José Antonio Lobato Clara     | 2    | Sense representació al Congrés dels Diputats per la Circumscripció electoral de València | 1,36%  |
|             | Bloc Nacionalista Valencià-Esquerra Verda (BLOC-EV)                     | Enric Morera i Català         | 2    | Sense representació al Congrés dels Diputats per la Circumscripció electoral de València | 1,36%  |
|             | Esquerra Unida del País Valencià+Izquierda Republicana: Entesa (ENTESA) | Isaura Navarro                | 2    | 1/16 escons (Circumscripció electoral de València)                                       | 1,36%  |
|             | Ciutadans en Blanc (CEB)                                                | Ignacio Buenhombre Ruíz       | 1    | Sense representació al Congrés dels Diputats per la Circumscripció electoral de València | 0,68%  |
|             | Centre Democràtic i Social (CDS)                                        | María-Teresa de Carlos Ferrer | 1    | Sense representació al Congrés dels Diputats per la Circumscripció electoral de València | 0,68%  |
|             | Democracia Nacional (DN)                                                | Alfret Calzada Pérez          | 1    | Sense representació al Congrés dels Diputats per la Circumscripció electoral de València | 0,68%  |
|             | Vots en blanc                                                           |                               | 0    |                                                                                          | 0%     |
| Total       | Total                                                                   | 148                           | 148  |                                                                                          | 86%    |

### Eleccions Generals del 2008
| Candidatura | Candidatura                             | Cap de llista                          | Vots | Regidors                                                                                 | % vots |
| ----------- | --------------------------------------- | -------------------------------------- | ---- | ---------------------------------------------------------------------------------------- | ------ |
|             | Partit Popular (PP)                     | Esteban González Pons                  | 73   | 9/16 escons (Circumscripció electoral de València)                                       | 58,40% |
|             | Partit Socialista Obrer Espanyol (PSOE) | María Teresa Fernández de la Vega Sanz | 48   | 7/16 escons (Circumscripció electoral de València)                                       | 38,40% |
|             | Bloc-Iniciativa-Verds (BLOC-IdPV-EV-EE) | Isaura Navarro                         | 4    | Sense representació al Congrés dels Diputats per la Circumscripció electoral de València | 3,20%  |
|             | Vots en blanc                           |                                        | 1    |                                                                                          | 0,8%   |
| Total       | Total                                   | 128                                    | 128  |                                                                                          | 86,5%  |

### Eleccions Generals del 2011
| Candidatura | Candidatura                                                             | Cap de llista                         | Vots | Regidors                                                                                 | % vots |
| ----------- | ----------------------------------------------------------------------- | ------------------------------------- | ---- | ---------------------------------------------------------------------------------------- | ------ |
|             | Partit Popular (PP)                                                     | Esteban González Pons                 | 68   | 9/16 escons (Circumscripció electoral de València)                                       | 53,13% |
|             | Partit Socialista Obrer Espanyol (PSOE)                                 | Inmaculada Rodríguez-Piñero Fernández | 35   | 4/16 escons (Circumscripció electoral de València)                                       | 27,34% |
|             | BLOC-INICIATIVA-VERDS-EQUO-COALICIÓ COMPROMÍS (COMPROMÍS-Q)             | Joan Baldoví Roda                     | 10   | 1/16 escons (Circumscripció electoral de València)                                       | 7,81%  |
|             | Esquerra Unida del País Valencià-Els Verds: L'Esquerra Plural (EUPV-EV) | Ricardo Sixto Iglesias                | 10   | 1/16 escons (Circumscripció electoral de València)                                       | 7,81%  |
|             | Unió Progrés i Democràcia (UPyD)                                        | Toni Cantó                            | 3    | 1/16 escons (Circumscripció electoral de València)                                       | 2,34%  |
|             | Escons en Blanc (Eb)                                                    |                                       | 2    | Sense representació al Congrés dels Diputats per la Circumscripció electoral de València | 1,56%  |
|             | Vots en blanc                                                           |                                       | 0    |                                                                                          | 0%     |
| Total       | Total                                                                   | 131                                   | 131  |                                                                                          | 73,2%  |

### Eleccions Generals del 2015
| Candidatura | Candidatura                                                                          | Cap de llista          | Vots | Regidors                                                                                 | % vots |
| ----------- | ------------------------------------------------------------------------------------ | ---------------------- | ---- | ---------------------------------------------------------------------------------------- | ------ |
|             | Partit Popular (PP)                                                                  | Elena Bastidas Bono    | 44   | 5/15 escons (Circumscripció electoral de València)                                       | 33,85% |
|             | Compromís-Podemos-És el moment (PODEMOS-COMPROMÍS)                                   | Joan Baldoví Roda      | 32   | 5/15 escons (Circumscripció electoral de València)                                       | 24,62% |
|             | Partit Socialista Obrer Espanyol (PSOE)                                              | Ana Botella Gómez      | 28   | 3/15 escons (Circumscripció electoral de València)                                       | 21,54% |
|             | Ciutadans-Partit de la Ciutadania (C's)                                              | Vicente Ten Oliver     | 21   | 2/15 escons (Circumscripció electoral de València)                                       | 16,15% |
|             | Unitat Popular: Esquerra Unida del País Valencià, Unitat Popular en Comú (EUPV-UPeC) | Ricardo Sixto Iglesias | 4    | Sense representació al Congrés dels Diputats per la Circumscripció electoral de València | 3,08%  |
|             | Recortes Cero-Grupo Verde (RECORTES CERO-GRUPO VERDE)                                | Sonia Ferrando Company | 1    | Sense representació al Congrés dels Diputats per la Circumscripció electoral de València | 0,77%  |
|             | Vots en blanc                                                                        |                        | 0    |                                                                                          | 0%     |
| Total       | Total                                                                                | 130                    | 130  |                                                                                          | 76,5%  |

### Eleccions Generals del 2016
| Candidatura | Candidatura                                                      | Cap de llista            | Vots | Regidors                                                                                 | % vots |
| ----------- | ---------------------------------------------------------------- | ------------------------ | ---- | ---------------------------------------------------------------------------------------- | ------ |
|             | Partit Popular (PP)                                              | Elena Bastidas Bono      | 52   | 6/16 escons (Circumscripció electoral de València)                                       | 42,98% |
|             | Compromís-Podemos-EUPV: A la Valenciana (PODEMOS-COMPROMÍS-EUPV) | Joan Baldoví Roda        | 29   | 5/16 escons (Circumscripció electoral de València)                                       | 23,97% |
|             | Partit Socialista Obrer Espanyol (PSOE)                          | Ana Botella Gómez        | 25   | 3/16 escons (Circumscripció electoral de València)                                       | 20,66% |
|             | Ciutadans-Partit de la Ciutadania (C's)                          | Toni Cantó               | 12   | 2/16 escons (Circumscripció electoral de València)                                       | 9,92%  |
|             | Ciutadans de Centre Democràtic (CCD)                             | Ramiro Solanes Calatayud | 3    | Sense representació al Congrés dels Diputats per la Circumscripció electoral de València | 2,48%  |
|             | Vots en blanc                                                    |                          | 0    |                                                                                          | 0%     |
| Total       | Total                                                            | 121                      | 121  |                                                                                          | 76,1%  |

### Eleccions Generals del 10 de novembre de 2019
| Candidatura | Candidatura                             | Cap de llista            | Vots | Regidors                                                                                 | % vots |
| ----------- | --------------------------------------- | ------------------------ | ---- | ---------------------------------------------------------------------------------------- | ------ |
|             | Partit Popular (PP)                     | Belén Hoyo Juliá         | 34   | 4/15 escons (Circumscripció electoral de València)                                       | 27,42% |
|             | Partit Socialista Obrer Espanyol (PSOE) | José Luis Ábalos Meco    | 30   | 4/15 escons (Circumscripció electoral de València)                                       | 24,19% |
|             | Vox (VOX)                               | Ignacio Gil Lázaro       | 30   | 3/16 escons (Circumscripció electoral de València)                                       | 24,19% |
|             | Compromís (MÉS COMPROMÍS)               | Joan Baldoví Roda        | 17   | 1/15 escons (Circumscripció electoral de València)                                       | 13,71% |
|             | Podemos-EUPV (PODEMOS-EUPV)             | Héctor Illueca Ballester | 11   | 2/15 escons (Circumscripció electoral de València)                                       | 8,87%  |
|             | PACMA (PACMA)                           | Raquel Aguilar Povill    | 1    | Sense representació al Congrés dels Diputats per la Circumscripció electoral de València | 0,81%  |
|             | Ciutadans-Partit de la Ciutadania (C's) | María Muñoz Vidal        | 1    | 1/15 escons (Circumscripció electoral de València)                                       | 0,81%  |
|             | Vots en blanc                           |                          | 0    |                                                                                          | 0%     |
| Total       | Total                                   | 121                      | 121  |                                                                                          | 76,1%  |

### Eleccions Generals del 23 de juny de 2023
| Candidatura | Candidatura                             | Cap de llista          | Vots | Regidors                                                                                 | % vots |
| ----------- | --------------------------------------- | ---------------------- | ---- | ---------------------------------------------------------------------------------------- | ------ |
|             | Partit Socialista Obrer Espanyol (PSOE) | Diana Morant Ripoll    | 41   | 5/16 escons (Circumscripció electoral de València)                                       | 30,37% |
|             | Partit Popular (PP)                     | Esteban González Pons  | 36   | 6/16 escons (Circumscripció electoral de València)                                       | 26,66% |
|             | Compromís-Sumar (COMPROMÍS-SUMAR)       | Àgueda Micó Micó       | 29   | 3/16 escons (Circumscripció electoral de València)                                       | 21,48% |
|             | Vox (VOX)                               | Carlos Flores Juberías | 27   | 2/16 escons (Circumscripció electoral de València)                                       | 20,00% |
|             | Estat Valencià del Benestar (EVB)       | Enric Bataller i Ruiz  | 1    | Sense representació al Congrés dels Diputats per la Circumscripció electoral de València | 0,74%  |
|             | Vots en blanc                           |                        | 1    |                                                                                          | 0,74%  |
| Total       | Total                                   | 136                    | 136  |                                                                                          | 82,42% |

- Font: Argos portal d'informació de la Generalitat Valenciana, arxiu electoral.